# Щ-119
«Щ-119» — советская дизель-электрическая торпедная подводная лодка времён Второй мировой войны, принадлежит к серии V-бис проекта Щ — «Щука».

## История корабля
Лодка была заложена 12 мая 1932 года на заводе № 194 «им. Марти» в Ленинграде, в 1933 году была доставлена в разобраном виде на завод № 202 «Дальзавод» во Владивостоке для сборки и достройки, спущена на воду  7 мая 1934 года, 2 февраля 1935 года вступила в строй.

### Служба
- В годы Второй мировой войны совершила один боевой поход, успехов не достигла.
- 10 июня 1949 года переименована в «С-119».

## Командиры лодки
- (ноябрь 1938 – март 1940) Томский, Михаил Гаврилович